# Ermita de Sant Blai (Cortes d'Arenós)
L'ermita de Sant Blai, localitzada al sud del municipi de Cortes d'Arenós, a la comarca de l'Alt Millars és un lloc de culte catalogat com Bé de rellevància local, segons la Disposició Addicional Cinquena de la Llei 5/2007, de 9 de febrer, de la Generalitat Valenciana, de modificació de la Llei 4/1998, d'11 de juny, del Patrimoni Cultural Valencià (DOCV Núm. 5.449 / 13/02/2007), amb codi identificatiu: 12.08.048-002.
L'ermita es troba prop d'un grup d'habitatges coneguts com a "Grup d'habitatges Sant Blai", molt prop de Cortes d'Arenós, malgrat la qual cosa el seu estat de conservació no l'adequat. Es va construir entre els segles xv i xvi. Es tracta d'un edifici exempt, de caràcter rústic i senzill. La seva planta és rectangular i la coberta a dues aigües amb acabat en teules. La fàbrica és de paredat que antany va estar blanquejada, reforçada per tres grans contraforts en cadascun dels laterals. Entre els dos primers contraforts del costat de la dreta està la porta d'accés, a la qual s'arriba a través d'un petit atri que sorgeix de presentar la sostrada continuïtat entre els contraforts. La porta per la seva banda està emmarcada per un arc de mig punt fet de dovelles de pedra. El temple presenta als peus de la planta una rematada en forma de capcer que dona origen a una espadanya per a una campana coberta amb teulada. En la capçalera i com a prolongació de la planta es troba la sagristia, que acaba formant una unitat amb la resta de l'edifici. Externament no presenta ni decoració ni ornaments.
La festa se celebra a l'agost, moment en el qual es duu a terme un romiatge.